# 李思忠 (清朝)
李思忠（1595年—1657年），字葵阳，汉军正黄旗人。清初武将，授一等男。明末清初辽东铁岭人，与辽东总兵官李成梁、李侍尧祖先李永芳同族（李成梁叔祖父李春茂的玄孙），明朝太原同知李如梴之子，是佟养真的女婿。

## 生平
李思忠原为明朝太原同知，后来罢居抚顺。万历四十六年（1618年）在抚顺归降后金努尔哈赤，让他回到铁岭。天命六年（1621年）奉命收拢族人，授牛录额真，后金军攻克辽阳，授游击。天聪三年（1629年），跟随皇太极入塞攻取永平府四城，在遵化留守，与明朝将领谢尚忠交战。天聪五年，随军攻打海岛，晋升为二等参将。天聪九年（1635年），晋升为三等梅勒章京。奉命驻守盖州城。崇德二年（1637年）奉命修辽阳城。崇德七年（1642年），隶属于正黄旗汉军。
顺治元年（1644年）随清军入关，跟从多铎攻打陕西李自成，破潼关，下江南取扬州，招抚江北州县十城。顺治三年（1646年），驻守陕西西安，擢陕西提督。顺治七年（1650年），进封一等阿思哈尼哈番（一等男）兼拖沙喇哈番（云骑尉）（载《钦定八旗通志：异姓封爵》卷276）。顺治十一年（1654年）致仕。顺治十四年（1657年）去世，享年六十三。

## 家庭
- 祖父李成功。
- 父李如梴。
  - 胞兄李如梓。其子李恒忠（赐名宜哈纳），一等轻车都尉，佐领、正黄旗汉军副都统。孙李輝祖，佐领、湖廣總督。曾孙诗人李鍇。
- 妻佟氏（胞兄正藍旗漢軍、兵部尚書佟圖賴，父佟养真）。
- 有五子：
  - 长子李立都，首任正黄旗汉军第四㕘领第四佐领（系崇徳七年编设）。
  - 次子李荫祖。孙儿李鈵。
  - 三子李显祖（賜名塞白理），顺治十一年袭一等男。嫡妻穆氏，继妻曹氏（父内务府正白旗汉军、江寧織造曹璽，胞兄江寧織造曹寅）。其子李钧，袭一等男；子李鑄，袭一等男（载《钦定八旗通志：异姓封爵》卷276）。
  - 四子李耀祖。
  - 五子李榮祖。

## 外部來源
- 《清史稿》卷二百三十一 列传十八